# Orectogyrus pallidocinctus
Orectogyrus pallidocinctus là một loài bọ cánh cứng trong họ van Gyrinidae. Loài này được Fairmaire miêu tả khoa học năm 1880.